# Ahmed Hassan al-Bakr
Ahmed Hassan al-Bakr (arabsko أحمد حسن البكر), iraški general in politik, * 1. julij 1914, Tikrit,  † 4. oktober 1982, Bagdad, Irak.
Al-Bakr je bil predsednik vlade Iraka (1963), podpredsednik Iraka (1963-1964), predsednik vlade Iraka (1968-1979), predsednik Iraka (1968-1979) ter predsednik revolucionarnega poveljniškega odbora Iraka (1968-1979). Na vseh položajih, ki jih je imel leta 1979, ga je nasledil Sadam Husein.